# Девушка из Мексики
«Девушка из Мексики» (англ. The Girl from Mexico) — музыкальная комедия 1939 года режиссёра Лесли Гудвинса. В главных ролях Лупе Велес, Дональд Вудс, Леон Эррол
Лупе Велес исполняет роль мексиканской певицы, которая обладает вздорным, взрывным и неуправляемым характером. Она очень быстро говорит, путает падежи и склонения английского языка, постоянно вставляет в речь испанские ругательства, что на языке оригинала фильма значительно добавляет комизма.
Неожиданный кассовый успех этого малобюджетного фильма привел к появлению продолжения — картины «Мексиканская злючка» и, в конечном итоге, к целой серии из семи фильмов: «Мексиканская злючка на море», «Мексиканская злючка на западе» и так далее. Все восемь лент были сняты Лесли Гудвинсом.

## Сюжет
Денни Линдсдей (Дональд Вудс), менеджер рекламного бюро, по заданию своего босса отправляется в Мехико, чтобы найти там исполнительницу латиноамериканских песен в клубах Нью-Йорка. В провинциальном ресторанчике он находит Кармелиту (Лупе Велес), которая хороша собой, прекрасно поёт и танцует, но обладает скверным характером. Тем не менее, Денни привозит девушку для работы в Соединённых Штатах. Кармелита останавливается в квартире Линдсдея,  что вызывает неудовольствие невесты Денни Элизабет. Там певица знакомится с дядей Линдсдея — жуликоватым и ироничным Дональдом Мэттью (Леон Эррол). Вечером дядя Мэтт идёт на бои рестлеров, Кармелита уговаривает взять её с собой. По совпадению на ринге выступает мексиканский борец. Девушка азартно и очень громко «болеет». В результате она срывает голос. Прослушивание, которое было назначено на утро следующего дня, провалено.
Вечером Кармелита всё-таки выступает в клубе и производит хорошее впечатление на публику и менеджера радиостанции. Он назначает ей новое прослушивание на следующий день. Девушка вновь увязывается за дядей Мэттом, на этот раз на велосипедные гонки. Там они выпивают шампанское и, захмелев, засыпают прямо на трибунах стадиона. Очередное прослушивание снова сорвано.
Денни всё более увлекается своенравной Кармелитой, она отвечает ему взаимностью, вступая при этом в противоборство с Элизабет. При помощи некоторых махинаций и интриг со стороны дяди Мэтта, Дэнни порывает с бывшей невестой и женится на Кармелите.
Фильм сопровождается вокально-танцевальными номерами в исполнении Лупе Велес.

## Отзывы
Профессор Стефани Ларсон, американский историк и политолог, считает, что в этом фильме Лупе Велес открывает третий вид сексуальности латиноамериканских женщин (после легкомысленного и чувственного) — мексиканская злючка,  вспыльчивая и похотливая. Она сексуальна, в чём то вульгарна, она рабыня своих страстей. Но при этом вполне умна, смела и активна.
Профессор Чарльз Рамирес Берг из Техасского университета в Остине рассматривает эту картину и последующие фильмы серии с точки зрения актёрского мастерства Вепес: «Хотя вступивший в действие Кодекс Хейса уже не позволял ей оставаться сексуальной богиней, однако она по-прежнему способна затмить всех, демонстрируя на этот раз комические способности».

## В ролях
- Лупе Велес — Кармелита Фуэнтес, певица кабаре
- Дональд Вудс — Денни Линдсдей, рекламный менеджер
- Леон Эррол — Дональд Мэттью Линдсдей, дядя Мэтт
- Элизабет Рисдон — Делла Линдсдей, тётка Денни
- Линда Хэйес — Элизабет, невеста Денни
- Уорд Бонд — мексиканский рестлер